# Prix Ganay
Groupe I
Le Prix Ganay est une course hippique de plat se déroulant fin avril - début mai sur l'hippodrome de Longchamp. C'est la première course de groupe I du calendrier hippique.
C'est une course de Groupe I réservée aux chevaux de 4 ans et plus, disputée sur les 2 100 mètres de la grande piste, corde à droite. L'allocation s'élève à 300.000 €.

## Historique
C'est en 1889 qu'eut lieu la première édition de ce qui s'appelait alors le Prix des Sablons. En 1949, la course est rebaptisée en hommage à Jean de Ganay (1861-1948), président du comité de la Société d’Encouragement disparu l'année précédente. Jean de Ganay œuvra à la réfection de Longchamp en 1903-1904 et instaura les premiers contrôles antidopage (par prélèvement de salive) en 1912.
Six chevaux sont parvenus à remporter plusieurs fois cette épreuve : Caïus (1904, 1905), Goya (1939, 1940), Tanerko (1957, 1958), Allez France (1974, 1975) et Saint Andrews (1988, 1989). Quant à Cirrus des Aigles, il est le seul à l'avoir inscrite trois fois à son palmarès (2012, 2014, 2015), l'édition 2014 ayant marqué les esprits avec la lutte épique qui l'opposa à la championne Trêve, alors invaincue et qui faisait sa rentrée après son triomphe dans l'Arc l'année précédente.
Onze chevaux ont réussi le doublé Prix Ganay / Prix de l'Arc de Triomphe la même année : Ksar (1922), Massine (1924), Biribi (1927), Djebel (1942), Tantième (1951), Exbury (1963), Rheingold (1973), Allez France (1974), Subotica (1992), Dylan Thomas (2007) et Waldgeist (2019). 
Marcel Boussac est le propriétaire le plus titré dans la course, avec les victoires de Goyescas (1933), Goya (1939, 1940), Djebel (1942), Goyama (1948) et Nirgal (1949).
Du côté des entraîneurs, c'est André Fabre, avec 8 succès - Creator (1990), Subotica (1992), Indian Danehill (2000), Cutlass Bay (2010), Cloth of Stars (2017), Waldgeist (2019), Mare Australis (2021), Sosie (2025) - qui détient le record de victoires.
Enfin chez les jockeys, Yves Saint-Martin a inscrit six fois son nom au palmarès avec Relko (1964), Taj Dewan (1968), Rheingold (1973), Allez France (1974, 1975) et Sagace (1985).
La distance du Prix Ganay est passée de 2 000 à 2 100 mètres en 1971, date de l'entrée en vigueur du système des courses de groupe : le Prix d'Harcourt, qui sert souvent de préparatoire au Ganay, passant lui de 2 100 à 2 000 mètres. Les records du Ganay sont détenus sur 2 000 m par Tanerko en 1957 (2'03"84) et sur 2 100 m par Planteur en 2011 (2'07"29). 

## Palmarès depuis 1987
| Année | Vainqueur         | S/A | Pays        | Père               | Jockey                | Entraîneur             | Propriétaire                    | Deuxième       | Troisième         | Temps   |
| ----- | ----------------- | --- | ----------- | ------------------ | --------------------- | ---------------------- | ------------------------------- | -------------- | ----------------- | ------- |
| 2025  | Sosie             | M.4 | France      | Sea The Stars      | Maxime Guyon          | André Fabre            | Wertheimer & Frère              | Map of Stars   | Royal Rhyme       | 2'10"71 |
| 2024  | Haya Zark         | M.5 | France      | Zarak              | Alexis Pouchin        | Adrien Fouassier       | Odette Fau                      | Zarir          | Feed The Flame    | 2'13"16 |
| 2023  | Irésine           | H.6 | France      | Manduro            | Marie Vélon           | Jean-Pierre Gauvin     | B. Millière, J.-P. Gauvin & al. | Simca Mille    | Bay Bridge        | 2'13"39 |
| 2022  | State of Rest     | M.4 | Irlande     | Starspangledbanner | Shane Crosse          | Joseph O'Brien         | State of Rest Partnership       | Sealiway       | Pretty Tiger      | 2'08"46 |
| 2021  | Mare Australis    | M.4 | Allemagne   | Australia          | Pierre-Charles Boudot | André Fabre            | Gestüt Schlenderhan             | Gold Trip      | Mogul             | 2'11"62 |
| 2020  | Sottsass          | M.4 | France      | Siyouni            | Cristian Demuro       | Jean-Claude Rouget     | White Birch Farm                | Way To Paris   | Shaman            | 2'06"38 |
| 2019  | Waldgeist         | M.5 | France      | Galileo            | Pierre-Charles Boudot | André Fabre            | Gestüt Ammerland                | Study of Man   | Ghaiyyath         | 2'09"07 |
| 2018  | Cracksman         | M.4 | Royaume-Uni | Frankel            | Lanfranco Dettori     | John Gosden            | Anthony Oppenheimer             | Wren's Day     | Cloth of Stars    | 2'09"44 |
| 2017  | Cloth of Stars    | M.4 | France      | Sea The Stars      | M.Barzalona           | André Fabre            | Godolphin                       | Zarak          | Silverwave        | 2'11"70 |
| 2016  | Dariyan           | M.4 | France      | Shamardal          | Ch. Soumillon         | Alain de Royer-Dupré   | S.A. Aga Khan                   | Silverwave     | Garlingari        | 2'07"72 |
| 2015  | Cirrus des Aigles | H.9 | France      | Even Top           | Ch. Soumillon         | Corinne Barande-Barbe  | J.-C. Dupuy & Xavier Niel       | Al Kazeem      | Fate              | 2'18"07 |
| 2014  | Cirrus des Aigles | H.8 | France      | Even Top           | Ch. Soumillon         | Corinne Barande-Barbe  | J.-C. Dupuy & Xavier Niel       | Trêve          | Norse King        | 2'14"13 |
| 2013  | Pastorius         | M.4 | Allemagne   | Soldier Hollow     | Olivier Peslier       | Mario Hofer            | Stall Antanando                 | Maxios         | Dunaden           | 2'08"39 |
| 2012  | Cirrus des Aigles | H.6 | France      | Even Top           | Olivier Peslier       | Corinne Barande-Barbe  | J.-C. Dupuy & Xavier Niel       | Giofra         | Reliable Man      | 2'18"90 |
| 2011  | Planteur          | M.4 | France      | Danehill Dancer    | Ch. Soumillon         | Élie Lellouche         | Ecurie Wildenstein              | Sarafinas      | Cirrus des Aigles | 2'07"29 |
| 2010  | Cutlass Bay       | M.4 | France      | Halling            | Maxime Guyon          | André Fabre            | Godolphin                       | Shalanaya      | Pallodio          | 2'11"80 |
| 2009  | Vision d'État     | M.4 | France      | Chichicastenango   | Ioritz Mendizabal     | Éric Libaud            | Jacques Detré                   | Loup Breton    | Adlerflug         | 2'09"40 |
| 2008  | Duke of Marmalade | M.4 | Irlande     | Danehill           | John P. Murtagh       | Aidan O'Brien          | Coolmore                        | Saddex         | Sageburg          | 2'08"30 |
| 2007  | Dylan Thomas      | M.4 | Irlande     | Danehill           | Ch. Soumillon         | Aidan O'Brien          | Coolmore                        | Irish Wells    | Doctor Dino       | 2'07"90 |
| 2006  | Corre Caminos     | M.4 | France      | Montjeu            | Thierry Jarnet        | Mikel Delzangles       | Marquise de Moratalla           | Royal Highness | Manduro           | 2'17"10 |
| 2005  | Bago              | M.4 | France      | Nashwan            | Thierry Gillet        | Jonathan Pease         | Famille Niarchos                | Reefscape      | Ace               | 2'17"70 |
| 2004  | Execute           | M.7 | France      | Suave Dancer       | Thierry Gillet        | John Hammond           | Ecurie Chalhoub                 | Vespone        | Fair Mix          | 2'14"60 |
| 2003  | Fair Mix          | M.5 | France      | Linamix            | Olivier Peslier       | Marcel Rolland         | Ecurie Week-End                 | Execute        | Falbrav           | 2'13"00 |
| 2002  | Aquarelliste      | F.4 | France      | Danehill           | Dominique Bœuf        | Elie Lellouche         | Ecurie Wildenstein              | Execute        | Sensible          | 2'11"40 |
| 2001  | Golden Snake      | M.5 | Royaume-Uni | Danzig             | Pat Eddery            | John Dunlop            | National Stud                   | Egyptband      | With The Flow     | 2'16"70 |
| 2000  | Indian Danehill   | M.4 | France      | Danehill           | Olivier Peslier       | André Fabre            | Guy de Rothschild               | Greek Dance    | Chelsea Manor     | 2'27"20 |
| 1999  | Dark Moondancer   | M.4 | Royaume-Uni | Anshan             | Gérald Mossé          | Alain de Royer-Dupré   | B. Arbib                        | Dream Well     | Croco Rouge       | 2'11"30 |
| 1998  | Astarabad         | M.4 | France      | Alleged            | Gérald Mossé          | Alain de Royer-Dupré   | S.A. Aga Khan                   | Que Belle      | Taipan            | 2'21"50 |
| 1997  | Helissio          | M.4 | France      | Fairy King         | Olivier Peslier       | Elie Lellouche         | Enrique Sarasola                | Le Destin      | Pilsudski         | 2'12"10 |
| 1996  | Valanour          | M.4 | France      | Lomond             | Gérald Mossé          | Alain de Royer-Dupré   | S.A. Aga Khan                   | Luso           | Swain             | 2'10"90 |
| 1995  | Pelder            | M.5 | Italie      | Be My Guest        | Lanfranco Dettori     | Paul Kelleway          | O. Pedroni                      | Alderbrook     | Richard of York   | 2'20"70 |
| 1994  | Marildo           | M.7 | France      | Romildo            | Guy Guignard          | David Smaga            | David Smaga                     | Intrepidity    | Urban Sea         | 2'11"90 |
| 1993  | Vert Amande       | M.5 | France      | Kenmare            | Dominique Bœuf        | Elie Lellouche         | Enrique Sarasola                | Opera House    | Misil             | 2'12"10 |
| 1992  | Subotica          | M.4 | France      | Pampabird          | Thierry Jarnet        | André Fabre            | Olivier Lecerf                  | Pistolet Bleu  | Suave Dancer      | 2'09"30 |
| 1991  | Kartajana         | F.4 | France      | Shernazar          | William Mongil        | Alain de Royer-Dupré   | S.A. Aga Khan                   | Passing Sale   | Dear Doctor       | 2'18"40 |
| 1990  | Creator           | M.4 | France      | Mill Reef          | Cash Asmussen         | André Fabre            | Cheikh Mohammed                 | In The Wings   | Ibn Bey           | 2'13"00 |
| 1989  | Saint Andrews     | M.5 | France      | Kenmare            | Alain Badel           | Jean-Marie Béguigné    | Mme Léon Volterra               | Star Lift      | Mansonnien        | 2'20"80 |
| 1988  | Saint Andrews     | M.4 | France      | Kenmare            | Alain Badel           | Jean-Marie Béguigné    | Mme Léon Volterra               | Grand Fleuve   | Triptych          | 2'18"60 |
| 1987  | Triptych          | F.5 | France      | Riverman           | Tony Cruz             | Patrick-Louis Biancone | Alan Clore                      | Takfa Yahmed   | Highest Honor     | 2'15"10 |
| 1986  | Baillamont        | M.4 | France      | Blushing Groom     | Freddy Head           | François Boutin        | Stávros Niárchos                | Mersey         | Saint-Estèphe     | 2'11"90 |
| 1985  | Sagace            | M.5 | France      | Luthier            | Yves Saint-Martin     | Patrick-Louis Biancone | Daniel Wildenstein              | Romildo        | Cariellor         | 2'10"30 |
| 1984  | Romildo           | M.4 | France      | Busted             | Cash Asmussen         | François Boutin        | G.-A. Oldham                    | Sagace         | Adonijah          | 2'12"00 |
| 1983  | Lancastrian       | M.6 | France      | Reform             | Alain Lequeux         | David Smaga            | M. Sobell                       | Cadoudal       | Welsh Term        | 2'16"90 |
| 1982  | Bikala            | M.4 | France      | Kalamoun           | Serge Gorli           | Patrick-Louis Biancone | Jules Ouaki                     | Lancastrian    | Al Nasr           | 2'09"70 |
| 1981  | Argument          | M.4 | France      | Kautokeino         | Alain Lequeux         | Maurice Zilber         | Bruce McNall                    | Armistice Day  | In Fijar          | 2'12"20 |
| 1980  | Le Marmot         | M.4 | France      | Amarko             | Philippe Paquet       | François Boutin        | R. Schafer                      | Three Troikas  | Northern Baby     | 2'15"00 |
| 1979  | Frère Basile      | M.4 | France      | Djakao             | Jean-Luc Kessas       | Bernard Sécly          | Jean-Paul Binet                 | Trillion       | Pevero            | 2'17"20 |
| 1978  | Trillion          | F.4 | France      | Hail to Reason     | Lester Piggott        | Maurice Zilber         | N.B. Hunt & E.Stephenson        | Monseigneur    | Sirlad            | 2'18"20 |
| 1977  | Arctic Tern       | M.4 | France      | Sea Bird           | Maurice Philipperon   | John Fellows           | J.-S. Knight                    | Exceller       | Infra Green       | 2'11"60 |
| 1976  | Infra Green       | F.4 | France      | Laser Light        | Jacky Taillard        | Édouard Bartholomew    | J. Pochna                       | Kasteel        | Ivanjica          | 2'14"80 |
| 1975  | Allez France      | F.4 | France      | Sea Bird           | Yves Saint-Martin     | Angel Penna            | Daniel Wildenstein              | Card King      | Comtesse de Loir  | 2'12"00 |
| 1974  | Allez France      | F.5 | France      | Sea Bird           | Yves Saint-Martin     | Angel Penna            | Daniel Wildenstein              | Tennyson       | Gombos            | 2'23"20 |
| 1973  | Rheingold         | M.4 | Royaume-Uni | Never Bend         | Yves Saint-Martin     | Barry Hills            | H.-R.-K. Zeisel                 | Bog Road       | Mister Sic Top    | 2'17"20 |
| 1972  | Mill Reef         | M.4 | Royaume-Uni | Never Bend         | Geoff Lewis           | Ian Balding            | Paul Mellon                     | Amadou         | El Toro           | 2'16"20 |
| 1971  | Caro              | M.4 | France      | Fortino            | Maurice Philipperon   | Albert Klimscha        | Comtesse Batthyany              | Amadou         | Sintino           | 2'08"60 |
| 1970  | Grandier          | M.6 | France      | Tapioca            | Maurice Philipperon   | John Cunnington, Jr    | Mme P. Ribes                    | Yelapa         | Prince Régent     | 2'14"20 |
| 1969  | Carmarthen        | M.5 | France      | Devon              | Jean-Louis Durry      | L. Baldisseri          | Mme Strassburger                | Roi Dagobert   | Petrone           | 2'13"30 |
| 1968  | Taj Dewan         | M.4 | France      | Prince Taj         | Yves Saint-Martin     | R. Corme               | Mme G. Courtois                 | Grandier       | Locris            | 2'05"00 |

## Précédents vainqueurs
- 1889 – Acheron
- 1890 – Le Sancy
- 1891 – Barberousse
- 1892 – Berenger
- 1893 – Gouverneur
- 1894 – Galette
- 1895 – Monsieur Gabriel
- 1896 – Le Sagittaire
- 1897 – Champaubert
- 1898 – Quilda
- 1899 – Gardefeu
- 1900 – Fourire
- 1901 – Kremlin
- 1902 – Codoman
- 1903 – La Camargo
- 1904 – Caius
- 1905 – Caius
- 1906 – Rataplan
- 1907 – Maintenon
- 1908 – Moulins la Marche
- 1909 – L'Inconnu
- 1910 – Chulo
- 1911 – Ossian
- 1912 – Cadet Roussel
- 1913 – Shannon
- 1914 – Nimbus
- 1915–18 – pas de course
- 1919 – Ramscapelle
- 1920 – Samourai
- 1921 – Sourbier
- 1922 – Ksar
- 1923 – Le Prodige
- 1924 – Massine
- 1925 – Cadum
- 1926 – Nid d'Or
- 1927 – Biribi
- 1928 – Nino
- 1929 – Rovigo
- 1930 – Barrabas
- 1931 – La Savoyarde
- 1932 – Amfortas
- 1933 – Goyescas
- 1934 – Rodosto
- 1935 – Rentenmark
- 1936 – Ortolan
- 1937 – Chuchoteur
- 1938 – Victrix
- 1939 – Goya II
- 1940 – Goya II
- 1941 – Maurepas
- 1942 – Djebel
- 1943 – Tornado / Arcot 1
- 1944 – Norseman
- 1945 – Seer
- 1946 – Basileus
- 1947 – Chanteur
- 1948 – Goyama
- 1949 – Nirgal
- 1950 – Fontenay
- 1951 – Tantième
- 1952 – Mat de Cocagne
- 1953 – Guersant
- 1954 – Otto
- 1955 – Elu
- 1956 – Beau Prince
- 1957 – Tanerko
- 1958 – Tanerko
- 1959 – Chief 2
- 1960 – Marino
- 1961 – Javelot
- 1962 – Misti
- 1963 – Exbury
- 1964 – Relko
- 1965 – Free Ride
- 1966 – Diatome
- 1967 – Behistoun
- 1968 – Taj Dewan
- 1969 – Carmarthen

1 Dead-heat.
2 Balbo et Malefaim, arrivés premier et deuxième, ont été disqualifié.